# Temporada 1999-2000 de Los Angeles Clippers
La temporada 1999-2000 fue la decimosexta de los Clippers en la NBA en su localización de Los Angeles, y la vigesimosegunda en el estado de California, tras moverse desde Búfalo (Nueva York), donde disputaron ocho temporadas con la denominación de los Buffalo Braves. La temporada regular acabó con 15 victorias y 67 derrotas, ocupando el decimocuarto y último puesto de la conferencia Oeste, no logrando clasificarse para los playoffs.

## Elecciones en elDraft
| Ronda | Puesto | Jugador    | Posición  | Nacionalidad   | Universidad    |
| ----- | ------ | ---------- | --------- | -------------- | -------------- |
| 1     | 4      | Lamar Odom | Ala-Pívot | Estados Unidos | Rhode Island   |
| 2     | 31     | Rico Hill  | Alero     | Estados Unidos | Illinois State |

## Temporada regular
| División Pacífico        | División Pacífico | División Pacífico | División Pacífico | División Pacífico | División Pacífico | División Pacífico | División Pacífico | División Pacífico |
| Equipo                   | G                 | P                 | %                 | PD                | Casa              | Fuera             | Div               |                   |
| ------------------------ | ----------------- | ----------------- | ----------------- | ----------------- | ----------------- | ----------------- | ----------------- | ----------------- |
| y-Los Angeles Lakers     | 67                | 15                | .817              | –                 | 36–5              | 31–10             | 20–4              |                   |
| x-Portland Trail Blazers | 59                | 23                | .720              | 8                 | 30–11             | 29–12             | 21–3              |                   |
| x-Phoenix Suns           | 53                | 29                | .646              | 14                | 32–9              | 21–20             | 15–9              |                   |
| x-Seattle SuperSonics    | 45                | 37                | .549              | 22                | 24–17             | 21–20             | 12–12             |                   |
| x-Sacramento Kings       | 44                | 38                | .537              | 23                | 30–11             | 14–27             | 9–15              |                   |
| Golden State Warriors    | 19                | 63                | .232              | 48                | 12–29             | 7–34              | 2–22              |                   |
| Los Angeles Clippers     | 15                | 67                | .183              | 52                | 10–31             | 5–36              | 5–19              |                   |

## Estadísticas

### Temporada regular
| Jugador            | PJ | PT | MPP  | %TC  | %3P  | %TL   | RPP | APP | ROB | TPP | PPP  |
| ------------------ | -- | -- | ---- | ---- | ---- | ----- | --- | --- | --- | --- | ---- |
| Maurice Taylor     | 62 | 60 | 35.9 | 46.4 | 12.5 | 71.1  | 6.5 | 1.6 | 0.8 | 0.8 | 17.1 |
| Derek Anderson     | 64 | 58 | 34.4 | 43.8 | 30.9 | 87.7  | 4.0 | 3.4 | 1.4 | 0.2 | 16.9 |
| Lamar Odom         | 76 | 70 | 36.4 | 43.8 | 36.0 | 71.9  | 7.8 | 4.2 | 1.2 | 1.3 | 16.6 |
| Tyrone Nesby       | 73 | 39 | 31.7 | 39.8 | 33.5 | 79.1  | 3.8 | 1.7 | 1.0 | 0.4 | 13.3 |
| Michael Olowokandi | 80 | 77 | 31.2 | 43.7 | 0.0  | 65.1  | 8.2 | 0.5 | 0.4 | 1.8 | 9.8  |
| Troy Hudson        | 62 | 38 | 25.7 | 37.7 | 31.1 | 81.1  | 2.4 | 3.9 | 0.7 | 0.0 | 8.8  |
| Eric Piatkowski    | 75 | 23 | 22.8 | 41.5 | 38.3 | 85.0  | 3.0 | 1.1 | 0.6 | 0.2 | 8.7  |
| Jeff McInnis       | 25 | 10 | 23.9 | 43.0 | 33.3 | 76.5  | 2.9 | 3.6 | 0.6 | 0.1 | 7.2  |
| Eric Murdock       | 40 | 15 | 17.3 | 38.5 | 38.1 | 63.8  | 1.9 | 2.7 | 1.2 | 0.1 | 5.6  |
| Brian Skinner      | 33 | 9  | 23.5 | 50.7 | 0.0  | 66.2  | 6.1 | 0.3 | 0.5 | 1.3 | 5.4  |
| Keith Closs        | 57 | 6  | 14.4 | 48.7 | 0.0  | 59.0  | 3.1 | 0.4 | 0.2 | 1.3 | 4.2  |
| Charles Jones      | 56 | 0  | 11.8 | 32.8 | 33.1 | 73.9  | 1.1 | 1.7 | 0.5 | 0.1 | 3.4  |
| Pete Chilcutt      | 24 | 2  | 14.5 | 49.2 | 31.3 | 100.0 | 3.3 | 0.7 | 0.4 | 0.3 | 3.0  |
| Etdrick Bohannon   | 11 | 0  | 10.3 | 53.8 | 0.0  | 60.0  | 2.7 | 0.5 | 0.2 | 0.5 | 2.4  |
| Anthony Avent      | 49 | 3  | 7.7  | 30.2 | 0.0  | 71.9  | 1.5 | 0.2 | 0.3 | 0.3 | 1.7  |
| Marty Conlon       | 3  | 0  | 3.0  | 50.0 | 0.0  | 0.0   | 0.7 | 0.0 | 0.0 | 0.0 | 0.7  |
| Mario Bennett      | 1  | 0  | 3.0  | 0.0  | 0.0  | 0.0   | 2.0 | 0.0 | 0.0 | 0.0 | 0.0  |

## Galardones y récords
| Jugador    | Galardón                            |
| Lamar Odom | Mejor quinteto de rookies de la NBA |